# 2017년 대한민국
다음은 2017년 대한민국에서 일어났던 사건들을 정리해 놓은 문서이다.

## 재임자
제6공화국 (문재인 정부)
- 대통령 : 문재인 (5월 10일~)
  - 대통령 권한대행 : 황교안 (~5월 10일)
- 국무총리 : 황교안 (~5월 10일), 이낙연 (5월 31일~)
  - 국무총리 대행 : 유일호 (5월 11일~5월 31일)

## 사건

### 1월-3월
- 1월 1일
  - 메신저 카카오톡이 장애가 발생하여 메시지 전송이 일시 불가하였다.
  - 2016년 10월부터 시작된 박근혜 대통령 퇴진 운동의 촛불집회가 10차례에 걸친 집회 끝에 연인원 참여관중 1000만명을 돌파했다.
  - 탄핵 소추로 직무정지가 정지된 박근혜 대통령이 청와대에서 신년기자회를 열고 탄핵 사유를 전면 부인했다.
- 1월 2일 - 덴마크 올보로그에서 도피중이던 정유라가 현지 경찰에 의해 체포되었다. 대한민국 경찰은 긴급인도구속 청구서를 덴마크 측에 전달하였다.
- 1월 3일
  - 박근혜 대통령 탄핵심판 1차 변론이 박근혜 대통령의 불출석으로 9분만에 종료되었다.
  - 특검이 정호성, 차은택, 김종의 수감자방을 전격 압수수색하고, 정유라의 긴급인도구속을 최종 확정했다.
  - 문화재청이 월인천강지곡 권상과 평창 월정사 석조보살좌상을 국보로 승격했다.
- 1월 5일
  - 박근혜 대통령 탄핵심판 2차 변론이 시작되어 본격적인 공방이 개시되었다. 이날도 박근혜 대통령은 참석하지 않았다.
  - 중화인민공화국의 사드 보복 조치와 관련해 정부가 주한중국대사를 초치해 항의했다.
  - 황교안 대통령 권한대행이 우즈베키스탄 샤브카트 미르지요예프 대통령에게 취임 축하 전화를 걸고 양국 교류에 대해 논의했다. 이는 권한대행으로서 첫 정상 통화였다.
- 1월 6일
  - 정유라가 인터뷰를 통해 밝힌 조건부 귀국 의사를 철회하고, 귀국을 거부할 뜻을 밝혔다.
  - 오전 5시 31분 경상북도 경주시 남남서쪽 11km 지역에서 규모 3.3의 지진이, 오전 5시 33분 경주시 남남서쪽 10km 지역에서 규모 2.2의 지진이 발생하였다.
  - 교육부가 국정 역사교과서 적용을 2017년 3월에서 2018년 3월로 연기하는 '초·중등학교 교육과정 수정고시'를 확정했다.
  - 삼성전자가 2016년 4분기 잠정실적을 9.2조로 발표하여, 3년만의 최대치로 기록되었다.
- 1월 7일
  - 서울특별시 종로구 낙원동 인근 호텔 철거현장이 붕괴되어 인부 두 명이 부상당하고, 두 명이 매몰되었으나 모두 사망한 채로 발견됐다.
  - 세월호 침몰 사고 1000일을 추모하는 제11차 촛불집회가 새해 첫 집회로 열려 64만 시민이 모였다.
- 1월 8일 - 특검이 문화계 블랙리스트 수사와 관련해 김종덕 전 문화체육관광부 장관을 피의자로 소환했다.
- 1월 9일 - 부산 일본영사관 앞 평화의 소녀상 설치에 대한 항의로 귀국한 나가미네 야스마사 주한일본대사가 일시 귀국했다.
- 1월 13일 - 남해고속도로제3지선이 개통되었다.
- 1월 21일 - 수도권 전철 경의·중앙선 용문역 ~ 지평역 연장 구간이 개통되었다.
- 1월 26일 - 걸그룹 원더걸스가 데뷔 10년만에 전격 해체하였다.
- 1월 29일 - 걸그룹 아이오아이가 데뷔 1년만에 전격 해체하였다.
- 2월 2일 - 대한민국의 운송기업 한진해운이 파산했다.
- 2월 4일 - 경기도 동탄 메타폴리스에서 대형 화재 사고가 발생해 4명이 사망하고 40명이 부상을 입었다.
- 2월 12일
  - 부산 지하철 1호선 사하역 ~ 당리역 부근 터널에서 환풍기가 떨어져 전동차가 파손되었다.
  - 부산광역시 수영구 광안동 한바다중학교 신축공사현장에서 화재가 발생해 인부 1명이 사망하였다.
- 3월 4일 - K리그 클래식 2017, K리그 챌린지 2017가 동시에 개막했다.
- 3월 6일 - 주한미군이 조선민주주의인민공화국의 탄도 미사일 위협에 대응한 THAAD(종말고고도지역방어) 대탄도 미사일 체계를 대한민국에 전격적으로 배치하였다.
- 3월 10일
  - 헌법재판소가 박근혜 대통령 탄핵 소추안을 8인 만장일치로 인용하면서 박근혜 대통령이 파면되었다.
  - 서울특별시 마포구 상암동 DMC 단지내 MBC 미디어센터 옆 오피스텔 신축 공사장에서 화재가 발생하여 인근 방송사 직원들과 입주민들이 대피하는 소동이 벌어졌다.
- 3월 13일 - 박근혜 대통령 탄핵 소추를 심리했던 이정미 헌법재판관 및 헌법재판소장 권한대행이 공식 퇴임했다.
- 3월 14일 - 2017년 KBO 리그의 시범경기가 6일 간의 일정으로 개막했다.
- 3월 15일 - 황교안 대통령 권한 대행이 대통령 선거 불출마를 선언했다.
- 3월 16일 - 전남 나주 리조트에서 대학 신입생 환영회에 참석한 한 여학생이 '과자 빨리 먹기' 게임을 하다가 기도가 막혀 숨졌다.
- 3월 22일 - 세월호 인양 작업이 본격적으로 시작되었다.
- 3월 31일 - 박근혜 전 대통령이 뇌물 혐의등으로 구속되어 서울구치소에 수감되었다.

### 4월~6월
- 4월 3일 - 롯데월드타워가 개장하고 동시에 세계에서 다섯 번째로 높은 빌딩이 되었다.
- 4월 12일 - 2017년 대한민국 재보궐선거가 치러졌다.
- 4월 29일 - 대한민국에서 박근혜 퇴진 시위가 마지막으로 막을 내렸다.
- 5월 9일 - 대한민국 제19대 대통령 선거 : 문재인 더불어민주당 후보가 41.1%를 득표하여 대한민국 대통령으로 당선되었다.
- 5월 20일 - 2017년 FIFA U-20 월드컵이 대한민국에서 개막하였다 (~ 6월 11일).
- 6월 16일 - 수원역 환승센터가 개장하였다.
- 6월 22일 - 2017년 세계 태권도 선수권 대회가 무주군에서 개막하였다.
- 6월 27일 - 영천상주고속도로가 개통되었다.
- 6월 29일 - 세종포천고속도로 남구리 나들목 ~ 신북 나들목 및 소흘 분기점 ~ 양주 나들목 구간이 개통되었다.

### 7월~9월
- 7월 29일 - 서울 경전철 우이신설선이 개통되었다.
- 7월 31일 - 대한민국의 여행금지제도가 폐지되었다.
- 9월 4일 - 한국방송공사, 문화방송이 총파업을 단행했다.

### 10월~12월
- 11월 3일 - 대한민국 자유한국당 홍준표 대표가 박근혜의 강제 출당을 발표하면서 사실상 박근혜가 당적에서 영구제명되었다.
- 11월 7일 - 문재인 대통령 취임후 처음으로 트럼프 미국 대통령이 방한하여 1일차 일정을 시작하였다. 미국 대통령의 방한은 25년만이었으며 문 대통령과는 세번째 정상회담을 이날 오후에 진행하였다.
- 11월 9일 - 한인 정상회담 : 대한민국-인도네시아 관계가 특별 전략적 동반자 관계로 격상되었다.
- 11월 13일 - 북한군 병사 귀순 총격사건이 일어났다.
- 11월 15일 - 경상북도 포항시 북구 흥해읍 남송리 북쪽 9 km 지점에서 규모 5.4의 지진이 발생해 92명이 부상을 입었다.
- 11월 19일 - 11월 15일 발생한 포항 지진 피해 현장에서 액상화 현상이 발견되었다.
- 11월 23일 - 2018학년도 대학수학능력시험
- 11월 24일
  - 이진성 헌재소장 임명동의안이 국회 본회의에서 통과되었다
  - 인천에서 규모 2.6 규모 지진이 발생하였다.
- 12월 3일 - 대한민국 인천 영흥도 영흥대교 인근 해상에서 22명(선원2명 포함)이 승선한 낚싯배 선창1호의 선체 측면을 급유선 명진15호가 들이받아 배가 전복되는 사고가 발생했다.
- 12월 4일 - 대한민국 2018년도 정부 예산안이 국회에서 7시간만에 타결되었다.
- 12월 5일
  - 최경환 자유한국당 의원이 뇌물수수 혐의로 검찰에 소환되었다.
  - 국세청이 역외탈세 혐의자 37명에 대한 일제 세무조사를 실시하였다.
- 12월 7일 - 노량진 학원가에서 발생한 결핵으로 인해 환자가 발생하였다.
- 12월 14일 - 검찰이 최순실에게 25년 구형을 선고하였다.
- 12월 15일 - 우병우 전 청와대 민정수석이 검찰의 세 번째 영장청구 끝에 구속되었다.
- 12월 16일 - 이대목동병원에서 81분 사이에 미숙아 신생아 4명이 잇따라 사망하는 사건이 발생하였다.
- 12월 18일 - 대한민국의 가수 샤이니의 멤버 종현이 사망[1]하였다.
- 12월 21일 - 충청북도 제천시 하소동의 스포츠센터에서 화재가 발생해 29명이 사망하고 37명이 부상을 입었다.
- 12월 28일 - 전주 5세 여야 살해 사건 용의자 아버지(친부)가 전주 덕진경찰서로 압송되었다.[2]
- 12월 31일 - 국민의당과 바른정당의 통합과 안철수 대표의 재신임을 묻는 전 당원 투표를 통한 결과, 74.6%가 찬성하면서 안철수의 대표직을 유지하게 되었고, 바른정당과의 통합이 확정되었다.

## 사망
- 1월 5일 - 국악인 성창순
- 1월 13일 - 정치인이자 대학교수 박세일
- 1월 18일 - 소설가 정미경
- 1월 23일 - 독립운동가 위제하
- 1월 29일 - 독립운동가 이갑상
- 1월 31일 - 정치인 강봉균
- 2월 2일 - 국회의원 한광석
- 2월 4일 - 정치가 서영훈
- 2월 6일 - 배우 김길호
- 2월 19일 - 배우 김지영
- 2월 22일 - 아나운서 박태남
- 2월 24일 - 좌익운동가 박덕남
- 3월 2일 - 배우 민욱
- 3월 8일 - 수영선수 김봉조
- 3월 24일 - 경찰관 최중락
- 3월 25일 - 소설가 허근욱
- 3월 26일 - 철학자 박이문
- 4월 1일 - 시인 김종길
- 4월 8일 - 시인 황금찬
- 6월 20일 - 디자이너 양승춘
- 10월 30일 - 배우 김주혁, 가수 도민호
- 12월 18일 - 가수 종현
- 12월 18일 - 개그우먼 최서인

## 같이 보기
- 2017년 대한민국의 영화 목록
- 2017년 대한민국의 축구